# Brassica rapa var. perviridis

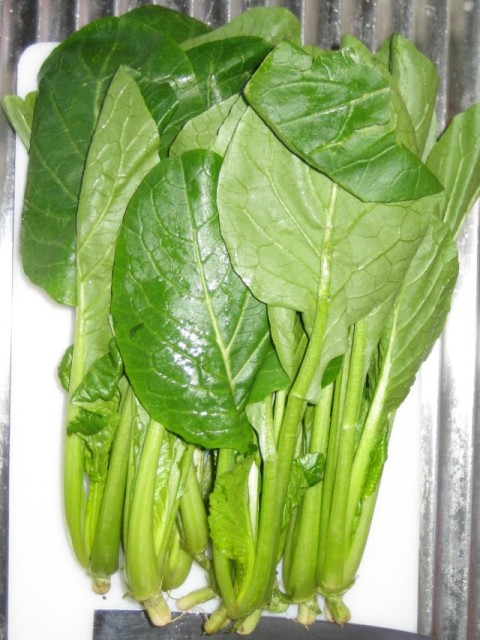
Komatsuna

La komatsuna (Brassica rapa var. perviridis o var. komatsuna) es una verdura conocida como espinaca japonesa. Crece en Japón, Taiwán y Corea, y se utiliza para condimentar sopas y ensaladas ya sea frita, picada o hervida. Su uso más común es como aderezo del ramen, una sopa japonesa de fideos.
Es una excelente fuente de calcio y sus hojas pueden comerse aunque la verdura no haya alcanzado su grado óptimo de madurez. Crece en primavera y en otoño, y no aguanta temperaturas cálidas ni frías en extremo. En algunas regiones de Asia también se utiliza como alimento para el ganado.